# Виолончель Давыдова
Виолончель Давыдова — одна из самых знаменитых виолончелей кремонского мастера Антонио Страдивари. Изготовлена в 1708 или 1712 году для великого герцога Тосканского; впоследствии была привезена графом Апраксиным в Россию.
В XIX веке эта виолончель Страдивари вместе с четырьмя другими находилась в собрании музыкантов-любителей графов Виельгорских, которые позволяли играть на ней заезжим знаменитостям. В 1870 году Виельгорский преподнёс инструмент в дар Карлу Давыдову, чьё имя он носит и по сей день.
В 1964 году давыдовскую виолончель приобрела за 90 тысяч долларов США крёстная мать выдающейся виолончелистки Жаклин Дю Пре. Последняя в конце 1960-х годах играла исключительно на этой виолончели, но в 1970 году отказалась от её использования.
В настоящее время на антикварном инструменте играет Йо-Йо Ма.